# 陳榮選
陳榮選（16世紀—17世紀），字克舉，號鼇海，福建泉州府同安縣浯洲人，明朝政治人物。

## 生平
陳榮選是嘉靖五年進士陳健之孫，嘉靖四十三年舉人陳榮祖之弟，萬曆四年（1576年）中順天鄉試舉人，本來謁選劍州知州，因母親逝世未行，後改授儋州知州，在當地點算戶籍、清理刑獄、重申《六諭》、勸農耕作，於蘇軾載酒堂旁修建欽恤堂教導士子；某次判案遇上二人爭奪拾金，他判給拾者而對首者說：「天賜彼金，何以不平？」收稅宦官抬稅驛讓人民困苦，他義務拿出家中財產應付徵役，不勞民力、不費官帑，讓人民感恩戴德、黎人感化招撫。之後他遷任廣州同知，代理香山知縣，拒絕稅璫增加稅額，離任時父老都遮道泣留，儋州、廣州人亦為他立祀，而儋州人更把他和陳節、潘楠合祀，稱為三賢祠。他在家孝友，好施與，衣食清淡，旁人有事，皆來相求。平日手不釋卷，在旅途和客舍，讀書不輟。

## 著作
著有《易四書旨》、《禮記集註》、《南華經道德經註解》等書，入祀鄉賢祠。

## 引用
1. 1 2  光緒《同安縣志·卷二十一·循績》：陳榮選，字克舉，號鼇海，健孫，榮祖弟，萬厯丙子順天鄉薦，初選劍州牧未行，丁內艱復補儋州，別戶數、清訟獄、申六諭、勸農桑，建欽恤堂於蘇長公之載酒堂傍，率士子講學其中，有拾金者爭首發，榮選斷歸拾者而責首者曰：「天賜彼金，不平何為？」稅璫臺稅驛，騷民苦之，榮選故饒資重，義運家中貲以應徵役，不賦民戶、不費官帑，民戴德出望外，黎人梗化，撫而招之不用命，就俘者察其輕冒縱而釋之，題其刺而讞之，牘曰「冥積」。遷廣州同知，攝篆香山，海泊所湊夷寶所聚，清介一如平昔，稅璫欲多稅額，榮選為香山人力爭，侃侃披陳一洗同官脂韋之習，見璫意形於色遂㓪官歸，榮選歷官州牧府佐，父老並扃城遏裝，遮道泣留，儋廣人皆祀之，而儋人去思尤甚，與陳節、潘楠合祀，稱為三賢祠。在家孝友好施出，為人後事其父母並隆，所生里人黃姓有兄弟爭死之誼，久繫獄中白而出之，衣不重彩、食無兼肉，有以緩急相叩靡不應者，居恒手不釋卷，車途客舍莫不挾冊自隨，所著有《易四書旨》、《禮記集註》、《南華經道德經註解》，祀鄉賢。
2. ↑  民國《續修儋縣志·卷十五·官師志》：陳榮選，福建同安舉人，萬曆間守儋州，潔己愛民，勤於造士，在任五年利弊革興，州人思之，與陳節、潘楠共祀於祠號，稱三賢，又祀名宦祠。